# Nguyễn Phúc Nhàn Gia
Nguyễn Phúc Nhàn Gia (chữ Hán: 阮福閒家; ? – 1925), phong hiệu Phúc Lâm Công chúa (福林公主), là một công chúa con vua Dục Đức nhà Nguyễn trong lịch sử Việt Nam.

## Tiểu sử
Hoàng nữ Nhàn Gia là con gái thứ hai của vua Dục Đức, không rõ năm sinh cũng như thân mẫu là ai. Bà là chị em khác mẹ với vua Thành Thái. Khi vua Dục Đức bị phế, các con của ông phải theo mẹ về quê. Đến khi vua Thành Thái lên ngôi mới cho đón mẹ là bà Phan Thị Điều và các anh chị em vào cung.
Năm Thành Thái thứ 9 (1897), vua phong cho bà Nhàn Gia làm Phúc Lâm Trưởng công chúa (福林長公主).
Công chúa Phúc Lâm lấy chồng là phò mã Trương Quang Chử, con trai thứ năm của Phò mã Đô úy Trương Quang Trụ và thứ thất Lê Thị Uyển. Phò mã Trụ là con trai của Tuy Thạnh Quận công Trương Đăng Quế, chánh thất là An Mỹ Công chúa Huy Nhu, hoàng nữ thứ tư của vua Thiệu Trị. Hai vợ chồng công chúa Phúc Lâm sinh được một con trai là Trương Quang Để (nhưng mất sớm), và hai con gái là Tú Oanh và Tú Loan. Tú Loan lấy Giám thủ Nguyễn Tộ, còn Tú Oanh lấy Đốc học Lê Bính và sinh ra một người con duy nhất là ông Lê Bối. Ông Lê Bối lúc nhỏ sống cùng và được ông bà ngoại nuôi dưỡng( cha ông là Đốc Học Lê Bính qua đời do bệnh nặng lúc ông 4 tuổi) . Ông Lê Bối có 4 người con là Lê Thị Hiền, Lê Huy Dũng, Lê Huy Cảm và Lê Huy Đức.
Theo gia phả họ chồng thì công chúa Phúc Lâm mất vào tháng 9 (âm lịch) năm Ất Sửu (1925), tuổi thọ ước chừng khoảng 50. Tẩm mộ của bà được táng tại Huế, thụy hiệu Mỹ Thục (美淑)
Tại phủ thờ Thụy Thái vương Hồng Y (thân phụ của vua Dục Đức), câu đối do công chúa phụng cúng vẫn còn được treo trên các cột của phủ thờ. Nội dung hai câu đối rằng:
| Phiên âm: Phiên bang tường khai, đường lệ hữu hoa giai tích thụ Tiên nguyên khách diễn, thấm viên nhất thủy thị dư ba. | Dịch nghĩa: Đất phên dậu mừng sinh con quý, nhờ cây xưa nay đã nở hoa Dòng hoàng tộc ngày càng đông đúc, dòng nước vườn hoa có sóng thừa. |